# 2018년 스웨덴 의회선거
2018년 스웨덴 총선거는 9월 9일 실시되었으며 여당 연합과 야당연합 모두 과반 의석 달성에 실패하였다. 2019년 좌우 대연정이 성사되면서 스테판 뢰벤 총리의 재선이 확정되었다. 

## 결과
|                                                      |                      |                      |           |       |      |     |
| 정당                                                 | 정당                 | 정당                 | 득표수    | %     | 의석 | +/− |
|                                                      | 사회민주노동당       | S                    | 1,822,691 | 28.26 | 100  | −13 |
|                                                      | 온건당               | M                    | 1,279,192 | 19.84 | 70   | −14 |
|                                                      | 민주당               | SD                   | 1,130,832 | 17.53 | 62   | +13 |
|                                                      | 중앙당               | C                    | 555,567   | 8.61  | 31   | +9  |
|                                                      | 좌파당               | V                    | 516,119   | 8.00  | 28   | +7  |
|                                                      | 기민당               | KD                   | 408,061   | 6.32  | 22   | +6  |
|                                                      | 자유당               | L                    | 354,562   | 5.49  | 20   | +1  |
|                                                      | 녹색당               | MP                   | 284,931   | 4.41  | 16   | −9  |
|                                                      |                      |                      |           |       |      |     |
|                                                      | 여성주의구상         | FI                   | 29,551    | 0.46  | 0    | ±0  |
|                                                      | 스웨덴을 위한 대안   | AfS                  | 20,290    | 0.31  | 0    | New |
|                                                      | 시민연합             | MED                  | 13,056    | 0.20  | 0    | New |
|                                                      | 해적당               | PP                   | 7,326     | 0.11  | 0    | 0   |
|                                                      | 직접민주당           | DD                   | 5,153     | 0.08  | 0    | 0   |
|                                                      | 독립농민당           | LPo                  | 4,962     | 0.08  | 0    | New |
|                                                      | 연합당               | ENH                  | 4,647     | 0.07  | 0    | 0   |
|                                                      | 동물당               | DjuP                 | 3,648     | 0.06  | 0    | 0   |
|                                                      | 기독교 가치당        | KrVP                 | 3,202     | 0.05  | 0    | 0   |
|                                                      | 북유럽 저항 운동     | NMR                  | 2,106     | 0.03  | 0    | New |
|                                                      | 자유주의 해적당      | KLP                  | 1,504     | 0.01  | 0    | 0   |
|                                                      | 스웨덴 공산당        | SKP                  | 702       | 0.01  | 0    | 0   |
|                                                      | 기본소득당           |                      | 632       | 0.01  | 0    | New |
|                                                      | 계획당               |                      | 615       | 0.01  | 0    | New |
|                                                      | 안보당               | TRP                  | 511       | 0.01  | 0    | New |
|                                                      | 스카니아 당          | SKÅ                  | 296       | 0.00  | 0    | 0   |
|                                                      | 온건 노르딕          |                      | 60        | 0.00  | 0    | New |
|                                                      | 자유지상주의 자유당  | FRP                  | 53        | 0.00  | 0    | New |
|                                                      | 유럽 노동자당        | EAP                  | 52        | 0.00  | 0    | 0   |
|                                                      | NY 개혁당            |                      | 32        | 0.00  | 0    | New |
|                                                      | 스웨덴 상식          | CSIS                 | 21        | 0.00  | 0    | New |
|                                                      | 우리나라 – 스웨덴    |                      | 9         | 0.00  | 0    | New |
|                                                      | 개혁중립당           | RNP                  | 4         | 0.00  | 0    | 0   |
|                                                      | 스웨덴 인민의 집     |                      | 2         | 0.00  | 0    | New |
|                                                      | 노랑당               | Gup                  | 1         | 0.00  | 0    | 0   |
|                                                      | 투표용지에 없는 정당 | 투표용지에 없는 정당 | 588       | 0.01  | 0    | –   |
|                                                      |                      |                      |           |       |      |     |
| 기권/무효                                            | 기권/무효            | 기권/무효            | 58,546    | –     | –    | –   |
| 합계                                                 | 합계                 | 합계                 | 6,532,063 | 100   | 349  | 0   |
| 등록 유권자/투표율                                   | 등록 유권자/투표율   | 등록 유권자/투표율   | 7,495,936 | 87.1  | –    | –   |
| 출처: Preliminär 보관됨 2018-09-15 - 웨이백 머신 SVT |                      |                      |           |       |      |     |

### 선거연합
|                                           |                   |                   |           |       |        |     |
| 선거연합                                  | 선거연합          | 선거연합          | 득표수    | %     | 의석수 | +/− |
|                                           | 적녹동맹 (S+MP+V) | 적녹동맹 (S+MP+V) | 2,634,739 | 40.68 | 144    | −15 |
|                                           | 연합 (M+C+L+KD)   | 연합 (M+C+L+KD)   | 2,607,222 | 40.26 | 143    | +2  |
|                                           | 민주당            | 민주당            | 1,135,627 | 17.53 | 62     | +13 |
|                                           |                   |                   |           |       |        |     |
| 무효/기권                                 | 무효/기권         | 무효/기권         | 58,546    | –     | –      | –   |
| 합계                                      | 합계              | 합계              | 6,535,271 | 100   | 349    | 0   |
| 등록유권자/투표율                         | 등록유권자/투표율 | 등록유권자/투표율 | 7,495,936 | 87.18 | –      | –   |
| 출처: VAL 보관됨 2018-12-17 - 웨이백 머신 |                   |                   |           |       |        |     |

### 정당별 결과
- 사회민주노동당

스웨덴 사회민주노동당은 온건당의 대패로 인해 1당 지위를 지키는 데에는 성공하였으나, 1907년 이후 최악의 득표율을 기록해, 당 역사상 최대의 위기를 맞았다. 주요 원인으로는 난민 통제의 실패, 경제 침체등이 꼽혔다.
- 온건당

온건당은 의석이 14석 줄어들고, 지지율이 10%대로 떨어지며 크게 패했다. 이는 2002년 이후 최악의 성적이었다.
- 스웨덴 민주당

스웨덴 민주당은 기대치였던 20% 득표율 달성에 실패하고 기존 의석에서 13석밖에 더 얻지 못하였으나, 그럼에도 이번 선거에서 가장 의석을 크게 늘리며 선전하였다. 스웨덴 민주당은 온건당과의 연정 제안을 하였으나, 온건당측에서는 이를 거부하였다.
- 기타 정당

녹색당은 의석이 9석이나 줄어, 4당에서 8당으로 주저 앉으며 참혹한 패배를 맛봤다.
중앙당과 좌파당, 그리고 기독교민주당은 의석이 조금 늘어났다.
극우파의 약진속에서 좌우파 모두 과반을 달성하지 못함으로써 2018년 9월부터 12월까지 스웨덴 3개월 동안 무정부상태에 돌입했다. 선거 전 사민당과의 연정을 거부하였던 중앙당이 사민당과 손을 잡으면서 2019년 1월 극적으로 스테판 뢰벤 총리가 재선에 성공하였으나, 좌파당이 이에 불복하고 연정을 탈퇴하는 불상사가 생기기도 하였다.